# Шверма, Ян
Ян Шверма (чеш. Jan Šverma; 23 марта 1901 года, Мнихово-Градиште — 10 ноября 1944 года, гора Хабенец) — чехословацкий журналист, член Коммунистической партии Чехословакии и герой Движения Сопротивления в Чехословакии. Муж Марии Швермовой, высокопоставленного деятеля Коммунистической партии Чехословакии, свояк Карела Шваба, функционера репрессивного аппарата.

## Биография
В компартии с 1921 года. Был одним из близких друзей и соратников Клемента Готвальда, а также его личным редактором. Автор многочисленных статей на историческую и политическую тематику. Избирался депутатом в парламент довоенной Чехословакии, однако после начала Второй мировой войны и последовавшей капитуляции Франции был выдворен из страны. До 1944 года жил в Москве, в сентябре месяце по указанию Сталина вместе с Рудольфом Сланским на самолёте прибыл в Чехословакию на аэродром «Три Дуба» (словац. Tri Duby) для оказания помощи партизанам во время Словацкого национального восстания.
Во время боёв против немцев и отхода словацких партизан Шверма внезапно заболел воспалением лёгких, что показалось странным. По свидетельствам разведчика майора Зорича, Шверма чувствовал себя настолько плохо, что умолял партизан убить его из сострадания. 10 ноября 1944 на горе Хабенец во время очередной немецкой облавы Шверма принял бой и погиб.

## Награды
- 23 августа 1969 Ян Шверма был посмертно награждён Орденом и званием Героя ЧССР.
- орден Ленина (27.08.1969, посмертно)[8]

## Память
- В 1949 году после объединения сёл Мотычин и Гнидусы-на-Кладенской была образована община под названием Швермов (ныне это часть города Кладно).
- В 1948 году его имя получил населённый пункт Телгарт на территории нынешней Словакии (носил его до 1990 года).
- В 1988—1990 годах имя Яна Швермы носила станция Пражского метрополитена Швермова, ныне известная как Йинонице.
- В 1947—1997 годах именем Швермы был назван мост в Праге (ныне Мост Штефаника).
- Смерть Швермы увековечена в телесериале «Роковые моменты» (чеш. Osudové okamžiky) в серии «Хабенец 1944» (чеш. Chabenec 1944)[9].